# Edalorhina perezi
Edalorhina perezi är en groddjursart som beskrevs av Jiménez de la Espada 1870. Edalorhina perezi ingår i släktet Edalorhina och familjen Leiuperidae. IUCN kategoriserar arten globalt som livskraftig. Inga underarter finns listade i Catalogue of Life.